# Robert Llewellyn Bradshaw
Robert Llewellyn Bradshaw (Saint Paul Capisterre, 16 settembre 1916 – Basseterre, 23 maggio 1978) è stato un politico nevisiano.